# NGC 4326
NGC 4326 ist eine Balken-Spiralgalaxie mit aktivem Galaxienkern vom Hubble-Typ SBab im Sternbild Jungfrau nördlich der Ekliptik. Sie ist schätzungsweise 315 Millionen Lichtjahre von der Milchstraße entfernt und hat einen Durchmesser von etwa 130.000 Lichtjahren. Die Galaxie wird unter der Katalognummer VVC 623 als Teil des Virgo-Galaxienhaufens gelistet, ist dafür jedoch zu weit entfernt.

Im selben Himmelsareal befinden sich u. a. die Galaxien NGC 4333, NGC 4339, IC 782, IC 3268.
Das Objekt wurde am 13. April 1784 von Wilhelm Herschel entdeckt.